# Seven (musikalbum)
Seven är det finländska melodisk death metal-bandet Mors Principium Ests sjunde studioalbum, utgivet i oktober 2020 på AFM Records och i Japan på Avalon.
Tre singlar släpptes från albumet: "A Day for Redemption", "Lost in a Starless Aeon" och "My Home, My Grave".
Seven var bandets sista album med Andy Gillion.

## Låtlista
1. "A Day for Redemption" – 5:03
2. "Lost in a Starless Aeon" – 5:09
3. "In Frozen Fields" – 5:02
4. "March to War" – 4:58
5. "Rebirth" – 3:29
6. "Reverence" (instrumental) – 2:06
7. "Master of the Dead" – 6:38
8. "The Everlong Night" – 4:16
9. "At the Shores of Silver Sand" – 5:09
10. "My Home, My Grave" – 6:20

Bonusspår på den japanska utgåvan
1. "Uprising" (Muse-cover) – 4:06

## Medverkande
Musiker
- Ville Viljanen – sång
- Andy Gillion – gitarr, basgitarr, programmering

Bidragande musiker
- Marko Tommila – trummor

Produktion
- Andy Gillion – producent, inspelningstekniker
- Ville Viljanen – producent
- Teemu Heinola – inspelningstekniker
- Thomas "Plec" Johansson – mixning, mastering
- Jan Yrlund – albumkonst, layout